# 王伯群住宅
王伯群住宅是一座华丽的哥特式城堡建筑，高三层，位于上海长宁区愚园路1136弄31号，为原国民政府交通部长、上海大夏大学董事长王伯群住宅，今为长宁区少年宫。

## 历史
王伯群住宅兴建于1930年至1934年，占地7200平方米，建筑面积2330平方米，主楼南面花园大草坪有1.3公顷，是王伯群为迎娶大夏大学校花保志宁而建。由协隆洋行柳士英设计，辛丰记营造厂承建（同时承建南京中山北路交通部大楼以及大夏大学群贤堂），耗资30万银元建造。1931年6月18日，王伯群与保志宁举行婚礼。同年8月15日，邹韬奋主编的《生活》生活杂志发表《对王保应作进一步的批评》一文，王伯群被迫辞职。1937年，淞沪会战爆发后，王伯群避居贵州故乡，在1944年病死。1940年，这座建筑成为汪精卫在上海的别墅，人称汪公馆。抗战胜利后，此宅为军统接收。保志宁依靠王伯群的姐夫何应钦的势力，索回这座别墅，租给英国大使馆文化处。1948年末保志宁赴美国定居。1949年以后，此建筑被作为敌产没收，曾为长宁区区委使用。1960年成为上海市长宁区少年宫的所在地。
1989年9月25日，王伯群住宅被列为上海市文物保护单位。其同样也被列为第一批上海市优秀历史建筑。

## 伸延閱讀
- 上海名建筑志
- 王伯群住宅 （页面存档备份，存于）